# Curau
El Curau, Canjica o Jimbelê es un dulce típico de la gastronomía brasileña. Es la combinación de un budín europeo y una bebida espesa producida por los pueblos tupíes. Sus ingredientes principales son crema de maíz dulce, leche de vaca o de coco, azúcar y canela en polvo o corteza. Es consumido sobre todo en las fiestas juninas.

## Otros nombres
En las regiones de la cultura caipira, como los estados de São Paulo, Minas Gerais, el resto del sureste y en el centro-oeste y sur, es llamado curau, gachas de maíz o potaje de maíz. En el noreste y norte de Brasil, el plato se llama canjica; para los norteños, el término "curau" también se refiere a un alimento hecho con carne salada machacada con harina de mandioca. En Río de Janeiro se le llama canjiquinha, siendo consumido especialmente durante las festividades de junio y julio. A su vez, "canjiquinha", en Minas Gerais, se refiere a un plato de maíz salado, acompañado de cerdo y otras mezclas. El término Canjica proviene del idioma Kimbundu.

## Preparación
Se requiere de medio a dos litros de leche y de una a tres tazas de azúcar por cada 10 mazorcas de maíz verde o dulce. Se pueden añadir otros ingredientes, como una pizca de sal o una cucharada de mantequilla. La leche de vaca se puede sustituir parcialmente por leche de coco o leche condensada.
Para preparar el curau, se rallan los granos de maíz y se colocan en una bolsa de tela. Luego, se exprime la bolsa mientras se agrega la leche poco a poco, para extraer el máximo jugo posible de la masa de maíz molido. Como alternativa, el maíz molido y la leche se pueden pasar por una licuadora y pasar por un colador fino.
El líquido extraído se combina con el azúcar y los demás ingredientes, y se espesa hasta obtener una consistencia cremosa cocinándolo en la estufa durante unos 45 minutos (o en el microondas de 12 a 15 minutos), removiendo con frecuencia. Luego, la crema se vierte en recipientes adecuados (tacitas para postre, moldes para muffins, moldes para hornear poco profundos, etc.).
Se puede servir tanto tibio como frío (cuando adquiere una consistencia firme, similar a la crema pastelera). Se suele presentar espolvoreado con canela en polvo.

## Curau en la cultura popular
Desde 1999, se prepara cada año un curau gigante en la ciudad de Caruaru, para la Fiesta de San Juan. La edición del 2008 medía 35 metros de largo y se utilizaron 4.500 mazorcas de maíz.